# Vicent Salvador i Gómez
Vicent Salvador i Gómez (València 1637-1678) fou un pintor valencià del Barroc.
Fill del pintor Pere Salvador, va ser batejat l'1 de maig del 1637 a la parròquia de Sant Martí de València. Orellana afirmà que amb només catorze anys havia pintat alguns llenços relatius a la vida de sant Ignasi de Loiola per a la Casa Profesa de València, localitzats en dates recents i publicats pel professor Rafael García Mahíques.

## Obres

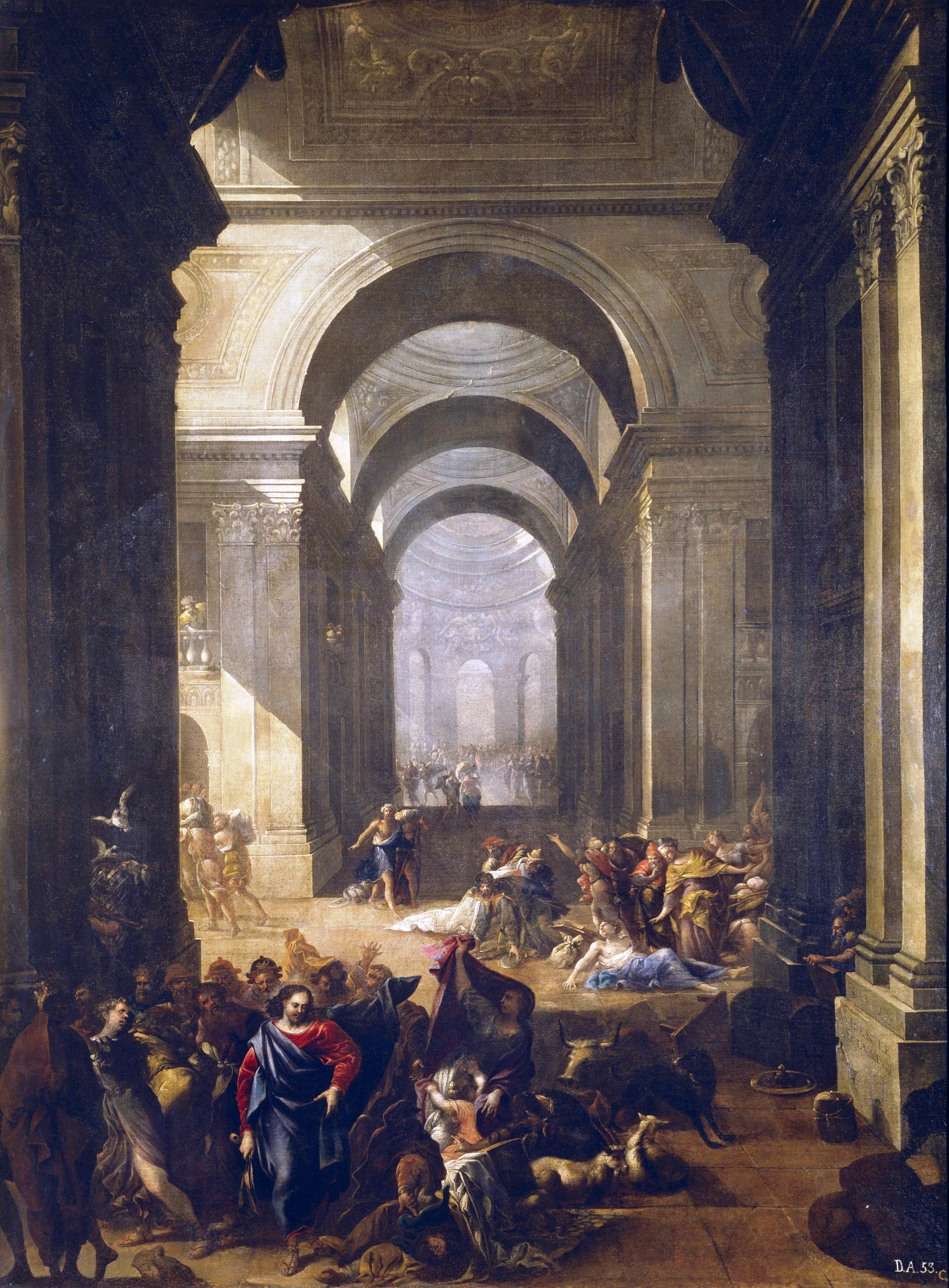
Expulsió dels mercaders del temple, oli sobre llenç, 135 x 101 cm, Madrid, Museu del Prado

Les primeres obres datades amb seguretat van ser dedicades a sant Vicent Ferrer al convent de Sant Doménech de València (1665), i resulten pròximes a l'obra del pintor contestà Jeroni Jacint Espinosa (de qui fou deixeble) i no inferiors en qualitat. La seua obra acusa una marcada influència de Velázquez. Pintà natures mortes, ocells i temes d'inspiració religiosa. Molt diferents són les seues obres posteriors, que inclouen perspectives arquitectòniques profundes, amb un tractament molt dinàmic de les figures i un estudi dramàtic de la llum. També va compondre obres de temes bíblics, com la de la il·lustració. Algunes altres obres d'aquest pintor són:
- Sant Martí a cavall, per a l'església de Sant Martí.
- El Salvador, per al convent de Santa Úrsula.
- Beat Albert el Gran, Santa Rosa de Lima i Sant Agustí, entre d'altres, per al convent de Sant Doménech.
- Dibuixos com Mort de Sèneca, o Dalila tallant-li el cap a Samsó.[4]
- Cartilla de pintura (1674).[5]